# سلمويه بن بنان
سلمويه بن بُنان هو طبيب مسيحي نسطوري من العصر العباسي، عاش في القرن التاسع، وأصبح الطبيب الخاص للخليفة المعتصم بالله، وترجم أعمال غالينوس من اليونانية إلى العربية. وقد ذكر أن الخليفة وثق به لدرجة كبيرة، وأنه بكى وصلى عند قبره بعد وفاته.